# Mark Appleyard
Mark Ian Appleyard, kanadski poklicni rolkar, * 11. november 1982, Burlington, Ontario, Kanada.
Appleyard je začel rolkati pri destem letu starosti, njegov položaj na rolki pa je goofy. Dandanes slovi po svojem lahkotnem stilu rokanja.
Dobil je TWS Izbor bralcev 2004, leta 2003 Najboljši ulični rolkar, leta 2002 pa Novinec leta. Leta 2003 je dobil tudi naslov Rolkar leta pri Thrasherju.
| - Flip (??? - ) | - Show me the Way (TWS, 2004) |